# Friedrich von Hügel
Friedrich von Hügel, född 5 maj 1852, död 27 januari 1925, var en katolsk lekmannateolog och baron.
Hügel var av österrikisk-skotsk börd och levde större delen av sitt liv som privatman i London. Han stod i nära förbindelse med den romerska modernismens ledande män som Alfred Loisy och George Tyrrell, även om han vände sig mot den inom dessa kretsar gängse immanensspekulationen. Han inflytande var för övrigt större utanför än inom den katolska kyrkan. 
Hügels religiösa ideal var närmast allomfattande katolicitet; den tridentinska och ännu mera den vatikanska katolicismen betraktade han som förträngningar av katolicismens idé, som enligt honom hävdats rikare under "den gyllene medeltiden", särskilt av Thomas av Aquino. Hans fromhetsliv var mystiskt färgat, och hans forskningar inriktade sig särskilt åt detta håll. 
Hügels mest betydande vetenskapliga verk är The mystical element of religion as studied in S:t Catherine of Genoa and her friends (2 band, 1908, 2:a upplagan), men han är angelägen att framhålla de intellektuella och institutionella elementen i religionen som likaberättigade med det mystiska. Bland Hügels övriga arbeten märks Eternal life (1912), Essays and addresses of the philosophy of religion (2 band, 1921-26) och Selected letters (1927).